# La Chapelle-du-Mont-du-Chat
La Chapelle-du-Mont-du-Chat là một xã thuộc tỉnh Savoie trong vùng Rhône-Alpes ở đông nam nước Pháp. Xã này nằm ở khu vực có độ cao từ 231-1005 mét trên mực nước biển.